# El agente de CIPOL
El agente de CIPOL (título original en inglés: The Man from UNCLE) es una serie de televisión estadounidense emitida por la cadena NBC desde septiembre de 1964 hasta enero de 1968. El título original en inglés era The Man from UNCLE, y originalmente el cocreador Sam Rolfe quería dejar el significado de UNCLE (uncle significa tío en inglés) ambiguo, por lo que podría referirse a Uncle Sam (Tío Sam) o United Nations o UN (Naciones Unidas). Las preocupaciones del departamento legal de la Metro-Goldwyn-Mayer sobre el uso de UN (ONU) para fines comerciales dio lugar a la aclaración de los productores que UNCLE era un acrónimo de United Network Command for Law and Enforcement (Comisión Internacional para la Observancia de la Ley).

## Historia
La serie fue creada por Metro-Goldwyn-Mayer y se hicieron 105 episodios. La primera temporada fue emitida en Estados Unidos en 1964 en blanco y negro.
La serie trataba de dos espías pertenecientes a una organización internacional: el estadounidense Napoleón Solo (Robert Vaughn) y el soviético Illya Kuryakin (David McCallum). El actor Leo G. Carroll interpretaba a Alexander Waverly, un británico que estaba a cargo de CIPOL.
Ian Fleming, el creador de James Bond, contribuyó a la concepción de la serie. El libro The James Bond Films indica que su idea se basaba en dos personajes: Napoleón Solo y April Dancer (La chica de C.I.P.O.L.). Mr. Solo era el nombre que originalmente tenía el jefe criminal en la novela de Fleming Goldfinger.
Robert Towne y Harlan Ellison escribieron los guiones de la serie, que en un principio iba a llamarse Solo. El autor Michael Avallone, que escribió la primera novela original sobre la serie, suele citarse incorrectamente como el creador de la serie.
Originalmente estaba previsto que Napoleón Solo fuera el único protagonista de la serie, el único agente. Una escena con Illya Kuryakin lo hizo muy popular en la audiencia y convenció a los productores de que los agentes protagonistas debían ser los dos.

## Argumento

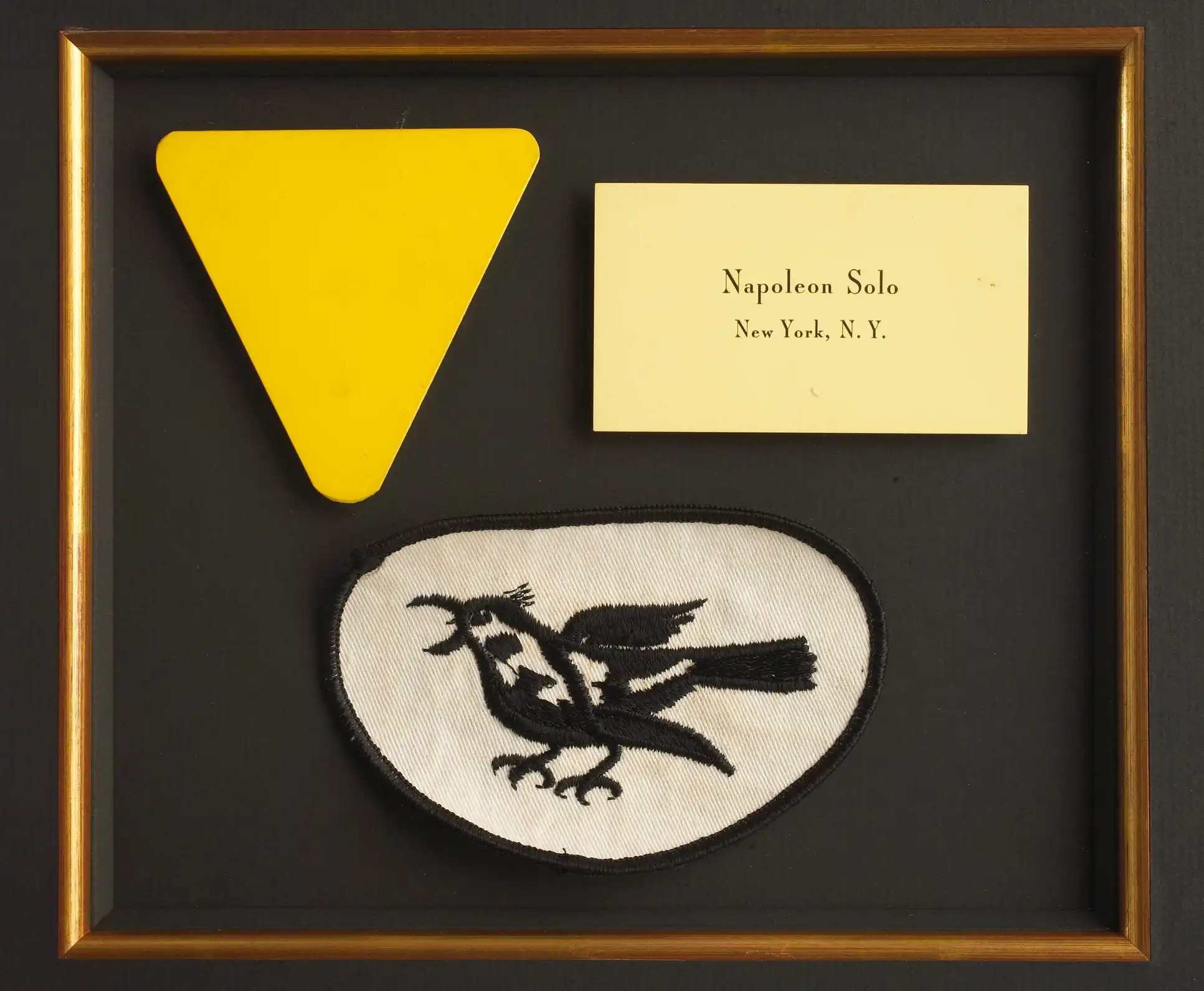
Insignia de CIPOL; tarjeta de Napoleón Solo; insignia de la organización THRUSH. Memorabilia de la serie en el Museo de la CIA.

La serie trataba sobre una agencia secreta internacional que mantenía una constante lucha con una organización malvada THRUSH (originalmente llamada WASP en el capítulo piloto de la serie).
En la serie el significado de THRUSH nunca fue explicado pero en muchas de las novelas sobre CIPOL escritas por David McDaniel, se indica que son las siglas de Technological Hierarchy for the Removal of Undesirables and the Subjugation of Humanity (Jerarquía Tecnológica para la Eliminación de los Indeseables y la Subyugación de la Humanidad). Thrush en inglés significa tordo, y la insignia de la organización representa la figura estilizada de un pájaro. 
El objetivo de THRUSH era conquistar el mundo. Al respecto el personaje de Napoleón Solo decía «THRUSH creó un sistema con dos partes: los amos y los esclavos». Tan peligrosa era la organización en la serie que lograba que gobiernos ideológicamente antagónicos como los de Estados Unidos y la URSS se unieran en la formación de CIPOL.  
El cuartel central de CIPOL estaba en la ciudad de Nueva York, y generalmente los agentes accedían a él por un pasaje secreto ubicado en la sastrería Del Floria; otra entrada era a través del club The Masque. Al ser el jefe mundial de la organización, el señor Waverly tenía su propia entrada.

## Versión cinematográfica
En 2015 Guy Ritchie dirigió un filme basado en la serie. Fue protagonizado por Armie Hammer como Illya Kuryakin, Henry Cavill en el papel de Napoleón Solo y Alicia Vikander interpretando a su compañera alemana Gaby Teller.

## Curiosidades
La serie, aunque ficticia, ha logrado que artefactos que se usaron en ella estén expuestos en la Biblioteca presidencial Ronald Reagan. Los mismos se exponen en la exhibición de artículos de espionaje y contraespionaje.
Uno de los cortos de Tom y Jerry. se llamó The mouse of H.U.N.G.E.R., en una clara alusión a esta serie. En este, Jerry enfrenta a un maquiavélico Tom (llamado aquí Tom THRUSH) que le tiende cientos de trampas, hasta que finalmente logra capturar un gran refrigerador y llevárselo. 
La legendaria banda King Crimson editó por medio de uno de sus ProjeKcts un álbum llamado The Deception of the Thrush - A Beginner's Guide to ProjeKcts, con una serie de temas titulados The Masque, en una algo más que velada alusión a la serie. 
En Argentina un dúo de hip-hop funk fue llamado Illya Kuryaki and the Valderramas conformado por Dante Spinetta y Emmanuel Horvilleur en honor al espía ficticio.
La banda Los Twist, formada por Pipo Cipolatti, hizo una versión del tema de inicio del programa, llamada Cipol Hawai 5-0, perteneciente al disco El cinco en la espalda.
En los estados de Chihuahua y Aguascalientes, en México existen corporaciones policiacas oficiales con el mismo nombre de CIPOL.
En Chile existe la CIPOL de la Policía de Investigaciones de Chile, con el significado de Central de Investigaciones Policiales, la cual es una central de comunicaciones.
En España, el nombre de Napoleón Solo fue tomado por un grupo granadino creado por Alonso Díaz y formado, entre otros, por exmiembros de El Mito de Sísifo, grupo también creado por Alonso Díaz, ganador de la edición de 2006 del Festival Rock Zaidín.